# Landschaftsschutzgebiet Altenhof/Papenstück/Haus Ruhreck
Das Landschaftsschutzgebiet Altenhof/Papenstück/Haus Ruhreck mit einer Flächengröße von 21,44 ha befindet sich auf dem Gebiet der kreisfreien Stadt Hagen in Nordrhein-Westfalen. Das Landschaftsschutzgebiet (LSG) wurde 1994 mit dem Landschaftsplan der Stadt Hagen vom Stadtrat von Hagen ausgewiesen.

## Beschreibung
Das LSG in Hagen-Boele ist nur von bebauten Bereichen umgeben. Durch das LSG verläuft die Durchgangsstraße Schwerter Straße.
Im LSG liegen nur Waldbereiche. In dem Schutzgebiet stellt der Malmkebach mit seinen Zuflüssen ein wichtiges verbindendes Element zwischen den stark gegliederten Grünland- und Ackerbereichen westlich von Boele dar. In dem Waldkomplex Haus Ruhreck steht die 1878 erbaute Villa Haus Ruhreck. Das einer Burg ähnliche Gebäude wurde von dem Waggonfabrikanten Caspar Diedrich Killing als repräsentativer Wohnsitz im neugotischen Stil errichtet.

## Schutzzweck
Laut Landschaftsplan erfolgte die Ausweisung „zur Erhaltung und Wiederherstellung der Leistungsfähigkeit des Naturhaushaltes, insbesondere durch Sicherung und Wiederherstellung eines zusammenhängenden Bachsystems im besiedelten Bereich und wegen der Vielfalt, Eigenart und Schönheit des Landschaftsbildes, insbesondere wegen der zusammenhängenden Waldkomplexe und stark gegliederten Grünlandbereiche mit Refugialfunktion“.